# Поверенный, Александр Васильевич
Александр Васильевич Поверенный (1919—1981) — лейтенант Советской Армии, участник Великой Отечественной войн, Герой Советского Союза (1943).

## Биография
Родился 25 августа 1919 года в Елизаветграде (ныне — Кропивницкий).
После окончания семи классов школы и школы фабрично-заводского ученичества работал электриком на заводе. В 1939 году призван на службу в Рабоче-крестьянскую Красную Армию. С февраля 1943 года — на фронтах Великой Отечественной войны.
К октябрю 1943 года гвардии сержант Александр Поверенный был наводчиком орудия 5-го гвардейского воздушно-десантного артиллерийского полка 10-й гвардейской воздушно-десантной дивизии 37-й армии Степного фронта. Отличился во время битвы за Днепр. В ночь с 30 сентября на 1 октября 1943 года расчёт Поверенного переправился через Днепр в районе села Переволочна Кобелякского района Полтавской области Украинской ССР и принял активное участие в боях за захват и удержание плацдарма на его западном берегу, отразив большое количество немецких контратак, уничтожив 10 танков противника. В критический момент боя Поверенный гранатой уничтожил немецкий танк.
Указом Президиума Верховного Совета СССР от 20 декабря 1943 года за «успешное форсирование реки Днепр, прочное закрепление плацдарма на западном берегу реки Днепр и проявленные при этом отвагу и геройство» гвардии сержант Александр Поверенный был удостоен высокого звания Героя Советского Союза с вручением ордена Ленина и медали «Золотая Звезда».
В 1945 году Поверенный окончил Чкаловское танковое училище. В 1946 году в звании лейтенанта он был уволен в запас. Проживал и работал в Оренбурге.
Скончался 14 октября 1981 года, похоронен в Оренбурге на Старом кладбище по улице Монтажников.
Был также награждён рядом медалей.